# Фатуллаев, Хафиз Нураддин оглы
Хафиз Нураддин оглы Фатуллаев (азерб. Hafiz Fətullayev, 24 февраля 1944, Баку — 20 января 2015, там же) — советский и азербайджанский кинорежиссёр, сценарист и актёр.

## Биография
Хафиз Фатуллаев родился 24 февраля 1944 года в Баку. В 1970 году закончил режиссёрский факультет Азербайджанского государственного института искусств имени М. А. Алиева (ныне Азербайджанский государственный университет культуры и искусств). После института служил в Азербайджанском государственном академическом национальном драматическом театре. В 1977—1990 годах работал на Азербайджанском государственном телевидении. С 1991 года был главой независимой кинокомпании «Римур».
Умер 20 января 2015 года в Баку.

## Фильмография

### Актёр
- 1973 — Насими («Азербайджанфильм») — эпизод
- 1993 — Красный поезд («Римур») — эпизод (нет в титрах)

### Режиссёр
- 1992 — Всгорю в огне очищения
- 1993 — Красный поезд («Римур»)

### Сценарист
- 1993 — Красный поезд («Римур»)
- 1992 — Всгорю в огне очищения